# Вјерски објекти у Граду Бањој Луци
У Граду Бањој Луци постоји велики број вјерских објеката. Највише богомоља имају Српска православна црква, Исламска заједница и Римокатоличка црква. Ту су и сједишта Епархије, Бискупије и Муфтијства. Поред објеката три најбројније вјерске заједнице, у Бањој Луци су прије Другог свјетског рата постојала и два јеврејска храма (сефардски и ашкенаски), те једна евангелистичка црква. За вријеме Другог свјетског рата су порушене православне цркве у граду, а за вријеме Рата у БиХ, на овом подручју су срушене џамије и неке католичке цркве. Већина њих је обновљена или је њихова обнова у току.

## Историјат православних храмова
Прве доказе о постојању православног храма у Бањој Луци имамо у 16. вијеку, што не значи да их прије није било. Подаци говоре да су Срби у овом граду врло рано имали своју цркву и то на лијевој страни рјечице Црквене, гдје су сачинили мање хришћанско насеље. Године 1596. Идриз-паша даје дозволу да се у Бањој Луци сагради црква с ћерпичем. Према неким истраживачима, постојала је Православна црква и код бање у Српским топлицама, некадашњем Горњем Шехеру.
Поуздано је утврђено да су Срби Бањолучани још у другој половини 16. века, у доба када је у Бањој Луци седео Ферхат-паша Соколовић, који је подигао велику Ферхадију џамију, покушавали да подигну своју богомољу. Ферхат-паша одобрио је био да се српско православна црква подигне с десне стране Врбаса, у тадашњој Влашкој махали, данашњем Ребровцу. Међутим, из непознатих разлога, ова акција Срба Бањолучана није успела и од тада, они су се молили Богу у малим уским ћелијама, јер турске власти, после смрти Ферхат-паше, нису допуштале да се у овим крајевима подижу српске богомоље..., писао је публициста Вук Јеловац.
Петар (Иванчевић) (око 1870-1914), игуман манастира Моштаница (1906—1914), биљежи да су Срби у Бањој Луци својом множином подигли у Вароши, у Милићеву сокаку другу цркву и уз њу школу, која је изгорјела у буни 1851. године. Оригинални цртеж бањолучке цркве, из 1853. године, са потписом Јове Наумовића, наручиоца плана за цркву, један је од малобројних и драгоцјених свједочанстава, о православним храмовима у Бањој Луци, сачуван у архиви Бањалучке парохије.
Босански бискуп Маријан Маравић, у свом извјештају папи, од 15. марта 1655. године, пишући о повијести Босне, њеној географији, о управи, о статистици пучанства..., између осталог, о Бањој Луци, каже:Варош Бања Лука има два капитела, али сама нема зидова. Положена је крај ријеке Врбаса; има двије хиљаде (2000) турских кућа и 15 џамија. Кршћана (тј. католика) и хришћана има у 100 кућа... Бискуп Маравић, дакле, потврђује да су у наведено вријеме у Бањој Луци живјели и православни хришћани. Постојање њихове богомоље не помиње.

### Црква Ћелија
Цркве ћелије, грађене у турско доба, имале су специфичан изглед. Нису смјеле бити зидане, него су грађене од дрвета и није им било дозвољено да буду стално покривене. У градњи се није смјело користити гвожђе, нити било какве боје. Прво није допуштано да не би ћелије биле тврде и дуготрајне, а друго, да не би биле шарене и лијепе.
Видевши да су Сарајлије испословале код Високе порте дозволу за градњу своје велељепне саборне цркве, вође Српског народа у Бањој Луци обратише се преко Патријаршије у Цариграду на исту адресу са жељом да им се дозволи градња храма у назначеним димензијама, какав одговара овом граду и броју вјерника. Било је то непосредно иза Кнешпољске буне, 1858. године, која је умирена посредовањем бањолучких грађана, међу којима су били Саво Милић, прота Трифун Јунгић и други, па су имали у виду и те заслуге. Порта крајем 1859. године одобри да "бањалучка раја може без запреке подићи себи богомољу у означеним димензијама" Године 1860. паша је царски ферман о овоме послу свечано уручио представницима Црквене општине Бања Лука, Сави Милићу, Ђорђу Делићу и проти Трифуну Јунгићу.
Мислећи да је тиме све ријешено, бањолучки и околни Срби, почеше прикупљати грађевински материјал, такмичећи се ко ће више допринијети. Али, преварише се. Од Православне цркве у Бањој Луци, и поред царског фермана, ни тај пут не би ништа. Један од овдашњих силника, Хаџи Назифага Ђумишић, нашао је начин да спријечи градњу, понудивши као мјесто изградње храма "свињећак", иза Малте у Бојића хану. Срби на то не пристадоше и не саградише цркву, ао ни 1863. године, када их Турци поново спријечише. Наиме, кад је Осман Топал-паша те године походио Бању Луку, Срби га замолише да посредује код бањолучких Турака, да одобре градњу православне богомоље. Топал-паша не хтједе да се замјера овдашњим Турцима и тако пропаде и овај покушај Срба да саграде цркву.
Срби су у Бањој Луци подигли цркву 1862. године. Постоји оригинални документ из 1862. године, пуномоћство представнику Српске Црквене општине Јови Пиштељићу и другима, да захвале султану на градњи цркве. Није спорно да се овдје ради о цркви Ћелији, која се налазила у данашњој Пелагићевој улици на броју 2235.

### Ребровачка црква
У Додатку Босанско-херцеговачког источника за 1888. годину, налазимо драгоцјене податке о Ребровачкој парохији и тамошњој цркви. Ребровац је у то доба парохија са 1321 душом и 250 кућа. У овој парохији била је под Бањом Луком дрвена стара црква, такозвана Ребровачка, која је уз буну запаљена и са свијем црквеним утварима и рачунима 1876. године изгорела. На истом мјесту отпочета је црква у 1885. години наново градити се од тврдог материјала. Ову Ребровачку цркву зидао је мајстор Антун Церовић. Свечано освећење збило се у септембру 1889. На свечаности је прикупљено 1525 форинти. Кум црквени, Јово Тешић, из села Липовца, придарио је цркви 170 форинти а присуствовало је скоро 3.000 грађана.

## Српска православна црква
| Саграђен                   | Назив                                                       | Слика | Висина | Мјесто                      |
| -------------------------- | ----------------------------------------------------------- | ----- | ------ | --------------------------- |
| 1939.                      | Саборни храм Христа спаситеља                               |       | 47     | Бања Лука                   |
|                            | Храм Свете Тројице                                          |       |        | Бања Лука                   |
|                            | Богојављенска црква (Бања Лука)                             |       |        | Бања Лука                   |
| прије Другог светског рата | Храм рођења Пресвете Богородице (Бања Лука)                 |       |        | Старчевица, Бања Лука       |
|                            | Храм Светих Апостола Петра и Павла (Бања Лука)              |       |        | Петрићевац, Бања Лука       |
|                            | Храм Светог Луке                                            |       |        | Чесма, Бања Лука            |
|                            | Храм Светог Јована Богослова у Лаушу (Бања Лука)            |       |        | Лауш, Бања Лука             |
|                            | Храм Св. вмч. кнеза Лазара                                  |       |        | Лазарево, Бања Лука         |
|                            | Храм Светог Василија Острошког у Обилићеву (Бања Лука)      |       |        | Обилићево, Бања Лука        |
|                            | Храм Успења пресвете Богородице                             |       |        | Кочићев вијенац, Бања Лука  |
|                            | Храм Св. свештеномученика Платона                           |       |        | Врбања, Бања Лука           |
|                            | Храм Св. пророка Илије                                      |       |        | Рамићи                      |
|                            | Храм Вазнесења Господњег                                    |       |        | Пријаковци                  |
|                            | Храм Покрова Пресв. Богородице                              |       |        | Карановац                   |
|                            | Храм Св. Тројице                                            |       |        | Доња Пискавица              |
|                            | Храм Вазнесења Господњег                                    |       |        | Горња Пискавица             |
|                            | Храм Св. вмч. Георгија                                      |       |        | Каралићи, Поткозарје        |
|                            | Храм Св. вмч. Георгија                                      |       |        | Дракулић                    |
|                            | Храм Св. цара Константина и Јелене                          |       |        | Бочац                       |
| 1886.                      | Храм Покрова Пресв. Богородице                              |       |        | Агино Село                  |
| 1912.                      | Храм Св. ап. Петра и Павла                                  |       |        | Бистрица                    |
|                            | Храм Св. Саве                                               |       |        | Бронзани Мајдан             |
| XIV вијек                  | Храм Ваведења Пресв. Богородице у манастиру Гомионица       |       |        | Кмећани                     |
| 1939.                      | Храм Вазнесења Господњег                                    |       |        | Кола                        |
| XVIII вијек                | Храм Вазнесења Господњег (брвнара)                          |       |        | Кола                        |
|                            | Храм Св. кнеза Лазара                                       |       |        | Крмине                      |
| XIX вијек                  | Храм Св. оца Николаја (брвнара)                             |       |        | Товиловићи, Крупа на Врбасу |
| XIII вијек                 | Храм Св. пророка Илије у манастиру Крупа на Врбасу          |       |        | Крупа на Врбасу             |
| 1900.                      | Храм Успења Пресв. Богородице                               |       |        | Стричићи                    |
| 1937.                      | Храм Благовијести Пресв. Богородице                         |       |        | Шљивно                      |
|                            | Храм Благовијести Пресв. Богородице                         |       |        | Зеленци                     |
|                            | Храм Преображења Господњег                                  |       |        | Доње Рекавице               |
| 1921.                      | Храм Успења Пресв. Богородице                               |       |        | Доње Рекавице               |
|                            | Храм Св. ап. Петра и Павла                                  |       |        | Горње Рекавице,             |
|                            | Храм Св. вмч. Марине                                        |       |        | Перван, Голеши              |
| 1939.                      | Храм Св. вмч. Пантелејмона                                  |       |        | Љубачево                    |
| у изградњи                 | Храм Светог Василија Острошког                              |       |        | Пријечани                   |
| у изградњи                 | Храм Свете Петке                                            |       |        | Куљани                      |
| у изградњи                 | Храм Св. архангела Михаила                                  |       |        | Шарговац                    |
| у изградњи                 | Храм Свете Петке                                            |       |        | Старчевица, Бања Лука       |
| у изградњи                 | ?                                                           |       |        | Мотике                      |
| у изградњи                 | Храм Светог великомученика Георгија                         |       |        | Паприковац, Бања Лука       |
| 2010.                      | Храм Свете тројице                                          |       |        | Стратинска                  |
| 2019.                      | Храм Покрова Пресвете Богородице у Новој вароши (Бања Лука) |       |        | Нова варош, Бања Лука       |

## Исламска заједница
У склопу Меџлиса Исламске заједнице Бања Лука, налази се 16 џамија.
| Саграђена  | Назив                                                   | Слика | Висина | Мјесто                     | Координате                                                | Напомена                                |
| ---------- | ------------------------------------------------------- | ----- | ------ | -------------------------- | --------------------------------------------------------- | --------------------------------------- |
| 1579.      | Ферхат-пашина џамија (Ферхадија)                        |       |        | Бања Лука                  | 44° 46′ 03″ С; 17° 11′ 14″ И / 44.767418° С; 17.187272° И | Национални споменик Босне и Херцеговине |
| 1594.      | Џамија Хасана Тефдердара (Арнаудија) (Дефтердарија)     |       |        | Бања Лука                  | 44° 46′ 12″ С; 17° 10′ 55″ И / 44.769996° С; 17.181940° И | Национални споменик Босне и Херцеговине |
| XVII вијек | Сефер-бегова (Подпећинска) џамија                       |       |        | Бања Лука                  | 44° 45′ 57″ С; 17° 10′ 41″ И / 44.765797° С; 17.178027° И | Национални споменик Босне и Херцеговине |
| 1686.      | Хаџи Омерова (Долачка) џамија                           |       |        | Бања Лука                  | 44° 46′ 02″ С; 17° 11′ 38″ И / 44.767219° С; 17.193868° И | Национални споменик Босне и Херцеговине |
| 1630.      | Хаџи Первиз џамија или Поточка                          |       |        | Обилићево, Бања Лука       | 44° 45′ 30″ С; 17° 11′ 23″ И / 44.758373° С; 17.189786° И | Национални споменик Босне и Херцеговине |
|            | Врбањска џамија                                         |       |        | Врбања, Бања Лука          | 44° 45′ 51″ С; 17° 14′ 50″ И / 44.764052° С; 17.247276° И | Срушена 11. маја 1993. године           |
|            | Газанферија                                             |       |        | Обилићево, Бања Лука       |                                                           | Национални споменик Босне и Херцеговине |
|            | Софи-Мехмед пашина                                      |       |        | Српске топлице, Бања Лука  |                                                           | Национални споменик Босне и Херцеговине |
|            | Мехди-бегова џамија<бр>(Махдибегија или Хисечка џамија) |       |        | Кочићев вијенац, Бања Лука | 44° 45′ 23″ С; 17° 10′ 38″ И / 44.756284° С; 17.177237° И | Национални споменик Босне и Херцеговине |
|            | Хаџи Бегзад џамија                                      |       |        | Српске топлице, Бања Лука  |                                                           |                                         |
| 1760.      | Поточка џамија                                          |       |        | Обилићево, Бања Лука       |                                                           | Национални споменик Босне и Херцеговине |
|            | Хаџи Шабанова џамија                                    |       |        | Новоселија, Бања Лука      |                                                           | Национални споменик Босне и Херцеговине |
|            | Хаџи Куртова                                            |       |        | Новоселија, Бања Лука      |                                                           | Национални споменик Босне и Херцеговине |
| 1740.      | Хаџи Османија или Талина џамија                         |       |        | Побрђе, Бања Лука          |                                                           | Национални споменик Босне и Херцеговине |
| 1595.      | Хаџи Салихија или Ступничка                             |       |        | Обилићево, Бања Лука       |                                                           | Национални споменик Босне и Херцеговине |
| 1560.      | Бехрам ефендијина џамија                                |       |        | Новоселија, Бања Лука      |                                                           | Национални споменик Босне и Херцеговине |

Џамије у историји
- Царева џамија (срушена 1957)
- Табачка џамија (срушена 1919)[4]
- Кубад-агина џамија (срушена 1930)[4]
- Џафер-агина џамија (срушена 1928)[4]
- Апарди-пашина џамија (срушена 1928)[4]
- Осман-шахова џамија (срушена 1959)
- Календерија џамија (срушена 1923)
- Ситарска џамија (пренесена у 19. вијеку у Бронзани Мајдан)
- Џамија на Илиџи (Махмут челеби џамија, срушена 1950)
- Мусала (срушена 1957)
- Сијамија џамија (Шехова џамија, срушена 1931)[5]
- Џамија Мехмеда Трећег (срушена)[6]
- Херића џамија (срушена 1918)[4]
- Пашића џамија (срушена 1924)[4]

## Римокатоличка црква
| Саграђена | Назив                                     | Слика | Висина | Мјесто                |
| --------- | ----------------------------------------- | ----- | ------ | --------------------- |
|           | Катедрала светог Бонавентуре              |       |        | Бања Лука             |
| 1891.     | Жупна црква Похода Блажене Дјевице Марије |       |        | Бања Лука             |
|           | Жупна црква Марија Звијезда               |       |        | Бања Лука             |
| 1884.     | Жупна црква св. Анте Падованског          |       |        | Петрићевац, Бања Лука |

- самостан часних сестара Клањатељица Крви Кристове (жупа Бања Лука), саграђен 1872,
- самостан часних сестара Милосрдница св. Винка Паулскога (жупа Бања Лука),
- жупна црква св. Вида Мученика у Барловцима (жупа Барловци), саграђена у периоду од 1911. до 1912,
- самостан часних сестара Нови Назарет у Лазареву (жупа Петрићевац),
- филијална црква св. Јосипа у Чесми (жупа Марија Звијезда),
- филијална црква св. Ане (жупа Поткозарје),
- простор за богослужје и пасторални центар у Дервишима (жупа Буџак),
- жупна црква Узнесења Блажене Дјевице Марије у Поткозарју (Ивањској) (жупа Ивањска), саграђена 1884.
- филијална црква у Јуркићима (жупа Шимићи),
- филијална црква св. Антуна Падованског (жупа Шимићи),
- жупна црква Узнесења Блажене Дјевице Марије у Мотикама (жупа Мотике),
- филијална црква Срца Исусова и Маријина у Новаковићима (жупа Петрићевац),
- филијална црква св. Илије. (жупа Марија Звијезда) у Пријечанима,
- филијална црква у Ребровцу (жупа Пресначе),
- филијална црква св. Фрање Асишког у Страњанима (жупа Барловци),
- жупна црква св. Анте Падованског и жупна кућа у Стратинској (жупа Стратинска), саграђена 1926.
- филијална црква у Шарговцу (жупа Петрићевац),
- жупна црква св. Петра и Павла у Шимићима (жупа Шимићи),
- филијална црква у Вујновићима (жупа Петрићевац).

## Адвентистичка црква
| Саграђена | Назив               | Слика | Висина | Мјесто              |
| --------- | ------------------- | ----- | ------ | ------------------- |
|           | Адвентистичка црква |       |        | Центар I, Бања Лука |

## Гркокатоличка црква
| Саграђена  | Назив                                       | Слика | Висина | Мјесто    |
| ---------- | ------------------------------------------- | ----- | ------ | --------- |
| у изградњи | Украјинска гркокатоличка црква Христа Царја |       |        | Бања Лука |

## Јеврејска вјерска заједница
| Саграђена | Назив                                                         | Слика | Висина | Мјесто    |
| --------- | ------------------------------------------------------------- | ----- | ------ | --------- |
| 2014      | Јеврејски културни центар Арије Ливне и синагога "Илона Вајс" |       |        | Бања Лука |